# 앨릭스 울프
앨릭스 울프(Alex Wolff, 1997년 11월 1일 ~ )는 미국의 배우이자 가수이다.

## 출연 작품
- 유전 - 피터 그레이엄 역
- 더 하우스 오브 투모로우
- 마이 프렌드 다머
- 듀드
- 쥬만지: 새로운 세계
- 쥬만지: 넥스트 레벨 - 스펜서 역
- 캐슬 인 더 그라운드
- 휴먼 캐피탈
- 더 캣 앤 더 문 (각본, 감독, 주연)
- 올드 - 트렌트 카파 역 (16세)
- 콰이어트 플레이스: 첫째 날 - 루벤 역